# Campeonato Mundial de Ciclismo en Pista de 2016
El CXIII Campeonato Mundial de Ciclismo en Pista se celebró en Londres (Reino Unido) entre el 2 y el 6 de marzo de 2016 bajo la organización de la Unión Ciclista Internacional (UCI) y la Federación Británica de Ciclismo.
Las competiciones se realizaron en el Velódromo de Londres. Fueron disputadas 19 pruebas, 10 masculinas y 9 femeninas.

## Medallistas

### Masculino
| Evento                          | Oro | Plata | Bronce                                                                                                |
| ------------------------------- | --- | --- | --- |
| Velocidad individual (05.03)    | Jason Kenny Reino Unido                                                                                       | Matthew Glaetzer Australia                                                                                 | Denis Dmitriyev · Rusia                                                                               |
| Velocidad por equipos (02.03)   | Nueva Zelanda Ethan Mitchell Sam Webster Edward Dawkins 43,257                                                | Países Bajos · Nils van 't Hoenderdaal · Jeffrey Hoogland · Matthijs Büchli · Hugo Haak · 43,469           | Alemania · René Enders · Max Niederlag · Joachim Eilers · 43,536                                      |
| Persecución individual (04.03)  | Filippo Ganna · Italia · 4:16,141                                                                             | Domenic Weinstein · Alemania · 4:18,275                                                                    | Andrew Tennant Reino Unido 4:18,301                                                                   |
| Persecución por equipos (03.03) | Australia Samuel Welsford Michael Hepburn Callum Scotson Miles Scotson Alexander Porter Luke Davison 3:52,727 | Reino Unido Jonathan Dibben Edward Clancy Owain Doull Bradley Wiggins Steven Burke Andrew Tennant 3:53,856 | Dinamarca Lasse Norman Hansen Niklas Larsen Frederik Madsen Casper von Folsach Rasmus Quaade 3:55,936 |
| 1 km contrarreloj (03.03)       | Joachim Eilers · Alemania · 1:00,042                                                                          | Theo Bos · Países Bajos · 1:00,461                                                                         | Quentin Lafargue Francia 1:01,581                                                                     |
| Carrera por puntos (04.03)      | Jonathan Dibben Reino Unido 48 pts.                                                                           | Andreas Graf · Austria · 48 pts.                                                                           | Kenny De Ketele · Bélgica · 43 pts.                                                                   |
| Scratch (02.03)                 | Sebastián Mora Vedri · España                                                                                 | Ignacio Prado Juárez · México                                                                              | Claudio Imhof · Suiza                                                                                 |
| Keirin (06.03)                  | Joachim Eilers · Alemania                                                                                     | Edward Dawkins Nueva Zelanda                                                                               | Azizulhasni Awang Malasia                                                                             |
| Madison (06.03)                 | Bradley Wiggins Mark Cavendish Reino Unido 21 pts.                                                            | Morgan Kneisky Benjamin Thomas Francia 14 pts.                                                             | Sebastián Mora Vedri · Albert Torres Barceló · España · 12 pts.                                       |
| Ómnium (05.03)                  | Fernando Gaviria · Colombia · 191 pts.                                                                        | Roger Kluge · Alemania · 191 pts.                                                                          | Glenn O'Shea Australia 191 pts.                                                                       |

### Femenino
| Evento                          | Oro                                                                             | Plata                                                                                     | Bronce                                                                          |
| ------------------------------- | ------------------------------------------------------------------------------- | ----------------------------------------------------------------------------------------- | ------------------------------------------------------------------------------- |
| Velocidad individual (06.03)    | Zhong Tianshi China                                                             | Lin Junhong China                                                                         | Kristina Vogel · Alemania                                                       |
| Velocidad por equipos (02.03)   | Rusia · Daria Shmeliova · Anastasiya Voinova · 32,679                           | China Gong Jinjie Zhong Tianshi REL                                                       | Alemania · Miriam Welte · Kristina Vogel · 32,740                               |
| Persecución individual (02.03)  | Rebecca Wiasak Australia 3:34,099                                               | Małgorzata Wojtyra · Polonia · 3:41,904                                                   | Annie Foreman-Mackey · Canadá · 3:36,055                                        |
| Persecución por equipos (04.03) | Estados Unidos Sarah Hammer Kelly Catlin Chloé Dygert Jennifer Valente 4:16,802 | Canadá · Allison Beveridge · Jasmin Glaesser · Kirsti Lay · Georgia Simmerling · 4:19,525 | Reino Unido Laura Trott Elinor Barker Ciara Horne Joanna Rowsell-Shand 4:16,540 |
| 500 m contrarreloj (04.03)      | Anastasiya Voinova · Rusia · 32,959                                             | Lee Wai Sze Hong Kong 33,736                                                              | Elis Ligtlee · Países Bajos · 33,760                                            |
| Carrera por puntos (05.03)      | Katarzyna Pawłowska · Polonia · 15 pts.                                         | Jasmin Glaesser · Canadá · 14 pts.                                                        | Arlenis Sierra Cañadilla · Cuba · 14 pts.                                       |
| Scratch (03.03)                 | Laura Trott Reino Unido                                                         | Kirsten Wild · Países Bajos                                                               | Stephanie Roorda · Canadá                                                       |
| Keirin (03.03)                  | Kristina Vogel · Alemania                                                       | Anna Meares Australia                                                                     | Rebecca James Reino Unido                                                       |
| Ómnium (06.03)                  | Laura Trott Reino Unido 201 pts.                                                | Laurie Berthon Francia 183 pts.                                                           | Sarah Hammer Estados Unidos 182 pts.                                            |

## Medallero
| Núm. | País           | Oro | Plata | Bronce | Total |
| ---- | -------------- | --- | ----- | ------ | ----- |
| 1    | Reino Unido    | 5   | 1     | 3      | 9     |
| 2    | Alemania       | 3   | 2     | 3      | 8     |
| 3    | Australia      | 2   | 2     | 1      | 5     |
| 4    | Rusia          | 2   | 0     | 1      | 3     |
| 5    | China          | 1   | 2     | 0      | 3     |
| 6    | Nueva Zelanda  | 1   | 1     | 0      | 2     |
| 6    | Polonia        | 1   | 1     | 0      | 2     |
| 8    | España         | 1   | 0     | 1      | 2     |
| 8    | Estados Unidos | 1   | 0     | 1      | 2     |
| 10   | Colombia       | 1   | 0     | 0      | 1     |
| 10   | Italia         | 1   | 0     | 0      | 1     |
| 12   | Países Bajos   | 0   | 3     | 1      | 4     |
| 13   | Canadá         | 0   | 2     | 2      | 4     |
| 14   | Francia        | 0   | 2     | 1      | 3     |
| 15   | Austria        | 0   | 1     | 0      | 1     |
| 15   | Hong Kong      | 0   | 1     | 0      | 1     |
| 15   | México         | 0   | 1     | 0      | 1     |
| 18   | Bélgica        | 0   | 0     | 1      | 1     |
| 18   | Cuba           | 0   | 0     | 1      | 1     |
| 18   | Dinamarca      | 0   | 0     | 1      | 1     |
| 18   | Malasia        | 0   | 0     | 1      | 1     |
| 18   | Suiza          | 0   | 0     | 1      | 1     |
|      | TOTAL          | 19  | 19    | 19     | 57    |